# Ерташі (заказник)
Е́рташі — ботанічний заказник місцевого значення в Україні. Розташований у межах Ставненської сільської громади Ужгородського району Закарпатської області, неподалік від села Ставне. 
Площа 2,1 га. Статус надано згідно з рішенням облвиконкому від 07.03.1990 року № 55. У 1999 році ввійшов до складу Ужанського НПП (Указ Президента України від 27.09.1999 року № 1230/99). Перебуває у віданні ДП «В.Березнянське ЛГ» (Ставненське лісництво, кв. 12). 
Статус надано з метою збереження частини лісового масиву з високопродуктивними насадженнями сосни звичайної. Також зростають бук, смерека і дуб (з дубом північним). Вік дерев — понад 120 років. 
Це одна із найстаріших дослідних ділянок на території Українських Карпат. Дерева висаджені тут ще в XIX ст. для вивчення росту цінних хвойних та листяних порід у букових лісах з метою підвищення їхньої продуктивності та господарсько вартості. 
Місцезростання пізньоцвіту осіннього, занесеного до Червоної книги України
Входить до складу Ужанського національного природного парку.